# Cotton Bowl
De Cotton Bowl is een stadion in Dallas. Het werd in 1932 geopend als Fair Park Bowl, door de ligging in het Fair Park. Het stadion heeft natuurlijk gras. Tijdens concerten en andere evenementen mag het gras gebruikt worden voor de toeschouwers.
De Cotton Bowl van het stadion van veel Americanfootballclubs, waaronder SMU Mustangs (NCAA), Dallas Cowboys (NFL; 1960-1970), Dallas Texans (NFL) (1952), Kansas City Chiefs (AFL; 1960-1962), en de voetbalclubs, Dallas Tornado (NASL; 1967-1968), en FC Dallas (als Dallas Burn voor 2005) (Major League Soccer; 1996-2002, 2004-2005). Het was ook het stadion van sommige wedstrijden tijdens het wereldkampioenschap voetbal 1994.

## Interlands

### Wereldkampioenschap
| № | Datum        | Wedstrijd              | Uitslag | Competitie             | Toeschouwers |
| - | ------------ | ---------------------- | ------- | ---------------------- | ------------ |
| 1 | 17 juni 1994 | Spanje – Zuid-Korea    | 2 – 2   | WK 1994 Groepsfase (C) | 56.247       |
| 2 | 21 juni 1994 | Nigeria – Bulgarije    | 3 – 0   | WK 1994 Groepsfase (D) | 44.132       |
| 3 | 27 juni 1994 | Duitsland – Zuid-Korea | 3 – 2   | WK 1994 Groepsfase (C) | 63.998       |
| 4 | 30 juni 1994 | Argentinië – Bulgarije | 0 – 2   | WK 1994 Groepsfase (D) | 63.998       |
| 5 | 3 juli 1994  | Saoedi-Arabië – Zweden | 1 – 3   | WK 1994 Achtste finale | 60.277       |
| 6 | 9 juli 1994  | Nederland – Brazilië   | 2 – 3   | WK 1994 Kwartfinale    | 63.500       |

### CONCACAF Gold Cup
Dit stadion was ook gaststadion tijdens een toernooi om de Gold Cup, het voetbaltoernooi voor landenteams van de CONCACAF. Tijdens de Gold Cup van 1993 en 2021 was dit stadion een van de stadions waar voetbalwedstrijden werden gespeeld.
| 1 | 10 juli 1993 | Honduras – Panama             | 5 – 1 | Groepsfase   | 11.642 |  |  |
| 2 | 10 juli 1993 | Verenigde Staten – Jamaica    | 1 – 0 | Groepsfase   | 11.642 |  |  |
| 3 | 14 juli 1993 | Jamaica – Honduras            | 3 – 1 | Groepsfase   | 13.771 |  |  |
| 4 | 14 juli 1993 | Verenigde Staten – Panama     | 2 – 1 | Groepsfase   | 13.771 |  |  |
| 5 | 17 juli 1993 | Jamaica – Panama              | 1 – 1 | Groepsfase   | 18.527 |  |  |
| 6 | 17 juli 1993 | Verenigde Staten – Honduras   | 1 – 0 | Groepsfase   | 18.527 |  |  |
| 7 | 22 juli 1993 | Verenigde Staten – Costa Rica | 1 – 0 | Halve finale | 14.826 |  |  |
|   |              |                               |       |              |        |  |  |
| 8 | 14 juli 2021 | Guatemala – Mexico            | 0 – 3 | Groepsfase   | 15.391 |  |  |
| 9 | 18 juli 2021 | Mexico – El Salvador          | 1 – 0 | Groepsfase   | 45.792 |  |  |

Foxboro Stadium (Boston) · Pontiac Silverdome (Detroit) · Soldier Field (Chicago) · Citrus Bowl (Orlando) · Rose Bowl (Los Angeles) · Stanford Stadium (San Francisco) · Cotton Bowl (Dallas) · Giants Stadium (New York) · RFK Memorial Stadium (Washington)